# Uszszi
Uszszi – według Babilońskiej listy królów A czwarty władca z dynastii kasyckiej.
Zachowany w Babiloskiej liście królów A wpis dotyczący czwartego władcy z dynastii kasyckiej brzmi następująco: /x\ (lat panował) m/x\-ši apil(A)-šú (I 19). Odczyt pierwszego znaku w tej linijce, podającego długość panowania tego władcy, jest niepewny. Według Brinkmana chodzić tu może o cyfrę 6 lub 8, natomiast według Lehmann-Haupta i Rosta o cyfrę 9. Odczyt samego imienia władcy (m/x\-ši) też pozostaje niepewny. Abel, Pinches and Schrader odczytują pierwszy znak w tym imieniu jako UŠ, według Knudtzona chodzić tu może o znak DU, natomiast według Lehmann-Haupta i Brinkmana może być to zarówno UŠ jak i DU. Uszszi (Ušši) jest najczęściej stosowaną formą odczytu całego imienia. Dwa ostatnie znaki w linijce (A-šú) tłumaczone są najczęściej jako zwrot „jego (tj. Kasztiliasza I) syn” (apil-šú). Z takim tłumaczeniem nie zgadza się Landsberger, który dwa ostatnie znaki w linijce uważa za część imienia władcy, odczytując to imię jako Uszsziaszu (Uššiašu).
Uszszi znany jest jedynie ze wzmianki w Babilońskiej liście królów A, która wymienia go jako czwartego władcę z dynastii kasyckiej, syna i następcę Kasztiliasza I oraz poprzednika Abi-Rattasza. Nie potwierdza tego jednak Synchronistyczna lista królów, w której jest on pomijany (czwartym władcą kasyckim jest tam Abi-Rattasz, który wymieniany jest zaraz po Kasztiliaszu I). Uszszi nie pojawia się również w tzw. inskrypcji Aguma-kakrime, która przedstawia jednego z późniejszych kasyckich władców, Aguma II, jako „syna Urzigurumasza, potomka Abi-[Rattasza], groźnego bohatera, syna Kasztiliasza”.